# Ivoti
Ivoti est une ville brésilienne de la mésorégion métropolitaine de Porto Alegre, capitale de l'État du Rio Grande do Sul, faisant partie de la microrégion de Gramado-Canela et située à 45 km au nord de Porto Alegre. Elle se situe à une latitude de 29° 36′ 01″ sud et à une longitude de 51° 10′ 01″ ouest, à 144 m d'altitude. Sa population était estimée à 19 877 habitants en 2010, pour une superficie de 74 km2. L'accès s'y fait par les BR-116, RS-840 et RS-865. L'Aéroport international de Porto Alegre est à 45 minutes de route par la BR-116.
En guarani, ipoti-catu signifie « fleur » ; le nom dérive de ce mot. Le pétunia est la fleur symbole d'Ivoti.
Il y a 10 500 ans, le territoire de l'actuelle commune était occupé par les peuples de la Tradition Umbu.
Les bandeirantes qui passèrent dans la région, notamment pour aller attaquer les missions jésuites, ouvrirent les premiers chemins importants de la conquête blanche, à partir du milieu du XVIIIe siècle.
La colonisation de la future Ivoti par les Européens commence en 1828 quand arrivèrent les premiers  immigrants allemands, originaires du Hunsrück. À l'époque, le lieu s'appelait Berghanschneiss — en portugais Picada des Berghan (« chemin des Bergen ») — car la première famille à s'y installer fut celle des Berghan. Les débuts de l'installation dans ces forêts subtropicales furent assez difficiles. La municipalité possède la plus importante communauté japonaise de l'État, dont les membres s'installèrent à partir de 1966 dans la Vallée das Palmeiras. Cette communauté reste néanmoins bien plus petite que la communauté d'origine allemande. Le nombre de bilingues dans la ville est assez important, car la majorité des habitants de la communauté japonaise parle toujours japonais, et la fraction de la population d'origine allemande qui parle encore le dialecte Hunsrückisch peut atteindre 80 % dans le milieu rural.
Ivoti produit des raisins de table, des kiwis, des légumes et des fleurs. Son industrie est développée autour du cuir et de la chaussure.
En 2000, Ivoti était la 25e ville brésilienne avec l'IDH le plus élevé (0,851) sur un total de 5 566 villes.

## Villes voisines
- Presidente Lucena
- Morro Reuter
- Dois Irmãos
- Novo Hamburgo
- Estância Velha
- Lindolfo Collor